# Suleiman Pasja (Frans officier)

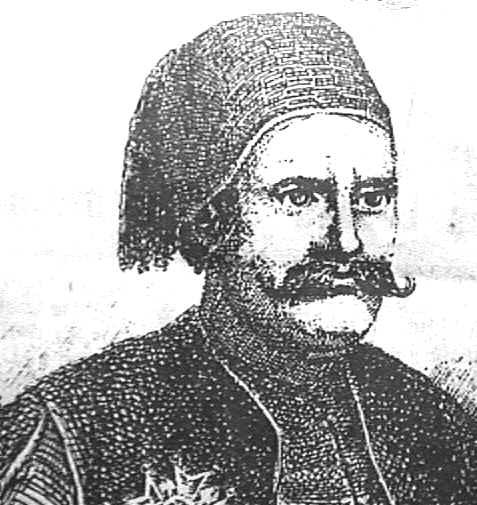

Suleiman Pasja, ook bekend als Süleyman Paşa of Soliman al Faransawi Pasha, echte naam: Joseph Anthelme Sève (Lyon, juli 1788 - Caïro, 12 maart 1860) was een Frans officier onder Napoleon Bonaparte, die zich bekeerde tot de islam en in dienst trad bij het leger van Mohammed Ali van Egypte.

## Levensloop
In 1803 nam hij met vervalste papieren (hij was pas 15 jaar) dienst op het Franse fregat La Muiron. In 1812-1813 nam hij deel aan Napoleons gevechten tegen de Pruisen, Oostenrijkers en Russen, en in 1815 aan de Slag bij Waterloo. Hij was inmiddels gepromoveerd tot kolonel. Voor 1820 trad hij in dienst van het Egyptische leger, dat hij hervormde naar Europees model. Ook stuurde hij veelbelovende jonge militairen naar Frankrijk voor hun officiersopleiding. Hij trainde onder andere Ibrahim Pasja, die in 1831 het Ottomaanse leger versloeg bij Konya, waarbij de provincies Syrië en Adana werden veroverd. In 1833 werd Suleiman Pasja door de Egyptische Wali benoemd tot generalissimo. In 1845 keerde hij terug naar Frankrijk, waar hij door koning Lodewijk Filips I van Frankrijk werd benoemd tot Grootofficier in het Legioen van Eer.
Hij trouwde met Maria Myriam Hanem, met wie hij drie kinderen kreeg: Nazli, Aasma en Mahadi.
De kleindochter van zijn dochter Nazli, Nazli Sabri, trouwde in 1919 met koning Foead I van Egypte. Ze kregen vijf kinderen: Faroek van Egypte, koning van Egypte van 1936 tot 1952, Fawzia van Egypte koningin van Iran van 1941 tot 1948, Faiza, Faika en Fathiya.
De Fransman Suleiman Pasja moet niet worden verward met de Turkse officier Suleiman Pasja, die bevelhebber van het Turkse leger was tijdens de Russisch-Turkse Oorlog (1877-1878).